# 바이어컴 (2005–2019)
바이어컴 주식회사 (Viacom Inc., Video & Audio Communications)은 미국의 섬너 레드스톤이 창립한 파라마운트 픽쳐스, 음악 채널 MTV 등을 산하에 둔 미디어 그룹으로, 지주 회사는 내셔널 어뮤즈먼트이다.

## 역사
1980년대 초반부터 인수한 라디오 방송국들을 전신으로 1990년대 초 시작한 음악 채널 MTV의 성공으로 급성장했다. 2000년 지상파 채널 CBS와 합병해 TV, 영화, 라디오, 출판, 옥외광고, 온라인 등의 분야를 통합함으로써 복합 미디어 기업으로 도약했다.
그러나 2005년 10월, CBS와 분리돼, 케이블 네트워크와 영상 제작 사업 중심의 콘텐츠 제작 기업으로 운영되었다.
그러다가 14년 후 2019년 12월 4일 다시 CBS와 합병되어 바이어컴CBS으로 되었다.